# Thinopyrum
Thinopyrum, rod euroazijskog i Afričkog bilja u porodici trava, dio je podtribusa Triticinae.  Postoji desetak vrsta

## Vrste
1. Thinopyrum acutum (DC.) Banfi
2. Thinopyrum bessarabicum (Savul. & Rayss) Á.Löve
3. Thinopyrum corsicum (Hack.) Banfi
4. Thinopyrum curvifolium (Lange) D.R.Dewey
5. Thinopyrum distichum (Thunb.) Á.Löve
6. Thinopyrum × duvalii (Loret) Banfi
7. Thinopyrum elongatum (Host) D.R.Dewey
8. Thinopyrum flaccidifolium (Boiss. & Heldr.) Moustakas
9. Thinopyrum gentryi (Melderis) D.R.Dewey
10. Thinopyrum intermedium (Host) Barkworth & D.R.Dewey
11. Thinopyrum junceiforme (Á.Löve & D.Löve) Á.Löve
12. Thinopyrum junceum (L.) Á.Löve
13. Thinopyrum obtusiflorum (DC.) Banfi
14. Thinopyrum podperae (Nábelek) D.R.Dewey
15. Thinopyrum turcicum (P.E.McGuire) B.R.Baum & D.A.Johnson
16. Thinopyrum varnense (Velen.) B.R.Baum & D.A.Johnson